# Paulina Núñez
Paulina Andrea Núñez Urrutia (Antofagasta, 30 de diciembre de 1982) es una abogada y política chilena de derecha y militante del partido Renovación Nacional (RN). Desde marzo de 2022, se desempeña como senadora de la República en representación de la Circunscripción 3, Región de Antofagasta, por el periodo legislativo 2022-2030.
Anteriormente, desde marzo de 2014 hasta marzo de 2018 se desempeñó como diputada de la República en representación del antiguo distrito n° 4 (que estuvo conformado por las comunas de Antofagasta, Mejillones, Sierra Gorda y Taltal) de dicha región. Asimismo, desde marzo de 2018 hasta marzo de 2022, ejerció el mismo cargo pero en representación del nuevo distrito n° 3 (correspondiente a las comunas de Antofagasta, Calama, María Elena, Mejillones, Ollagüe, San Pedro de Atacama, Sierra Gorda, Taltal y Tocopilla).

## Biografía

### Familia
Nació en Antofagasta el 30 de diciembre de 1982, hija del empresario Guillermo Abraham Núñez González y de Ernestina Nelly Urrutia Celedón.
Se casó el 12 de mayo de 2018 con el abogado y político Cristián Monckeberg Bruner, quien fuera diputado, y ministro del Trabajo y Previsión Social; Desarrollo Social y Familia; y ministro Secretario General de la Presidencia, durante el segundo gobierno de Sebastián Piñera.

### Estudios y vida laboral
Realizó su educación básica y media en el Instituto Santa María de Antofagasta. Posteriormente, ingresó a estudiar derecho en la Universidad Católica del Norte (UCN), sede Antofagasta. Paralelamente a sus estudios, desde marzo de 2004 hasta diciembre de 2005, fue ayudante de la cátedra de Derecho Administrativo de la Facultad de Derecho de su casa de estudios. Su memoria de licenciatura se tituló: La declaración de intereses y de patrimonio como instrumentos para garantizar el principio de probidad administrativa. Juró como abogada el 21 de agosto de 2009.
Una vez titulada se integró a la firma de abogados Cariola, Diez, Pérez-Cotapos y Cia., donde permaneció hasta el año 2010.
Desde marzo de 2012 hasta mayo de 2013, fue profesora de la asignatura “Sociedad Civil y Participación Ciudadana", en la Facultad de Derecho, de la UCN.

## Trayectoria política

### Inicios
Durante su época universitaria fue vicepresidenta del Centro de Alumnos de la Facultad de Derecho de la Universidad Católica del Norte. Paralelamente, ingresó al partido Renovación Nacional (RN) como miembro de la Juventud RN de la zona y por dos períodos representó a los jóvenes militantes en la secretaría regional de la Juventud.

### Secretaría Regional Ministerial
A contar del 19 de abril de 2010, ocupó el cargo de secretaría regional ministerial (Seremi) de Gobierno, por la Región de Antofagasta, durante el primer mandato del presidente Sebastián Piñera, convirtiéndose en la seremi más joven del gobierno. El 31 de mayo de 2013 renunció voluntariamente al cargo, para iniciar su candidatura diputacional por el distrito n° 4, la que fue ratificada días después por Renovación Nacional.

### Diputada
En las elecciones parlamentarias de 2013, fue electa como diputada con 20.565 votos, equivalentes al 18,52% del total de sufragios válidamente emitidos, por el periodo legislativo 2014-2018. Reemplazó en el cargo al militante de la Unión Demócrata Independiente (UDI), Manuel Rojas Molina. En este periodo fue integrante de las comisiones permanentes de Minería y Energía; Defensa Nacional; y Zonas Extremas y Antártica Chilena.
Por otra parte, en mayo de 2014, fue electa en una de las vicepresidencias de su partido RN, asumiendo en junio del mismo año. En noviembre de 2017, fue elegida vicepresidenta y encargada de Mujeres de Renovación Nacional.
En las elecciones parlamentarias del 19 de noviembre de 2017, fue reelecta como diputada, pero por el nuevo distrito n° 3, región de Antofagasta, por el periodo 2018-2022, en representación de su partido, dentro del pacto «Chile Vamos». Obtuvo 37.768 votos, equivalentes al 23,26% de los sufragios válidamente emitidos.
Asumió el 11 de marzo de 2018 y pasó a integrar las comisiones permanentes de Constitución, Legislación, Justicia y Reglamento y la Comisión de Control del sistema de inteligencia del Estado. Asimismo, integró la Comisión Permanente de Defensa; y las especiales investigadoras sobre: Irregularidad licitación División El Salvador (Codelco); Operaciones financieras entre Bancard Inversiones Ltda. y empresas en paraísos fiscales; y Contrataciones de personal en la Administración del Estado entre noviembre de 2017 y marzo de 2018. Desde 2019 hasta 2022, fue integrante de las comisiones especiales investigadoras (CEI) sobre: Actos de la Administración vinculados al funcionamiento del basural «La Chimba»; y Acciones de organismos públicos en implementación de nuevos medidores inteligentes. Desde el mes de marzo de 2018, presidió el Grupo Bicameral de Transparencia y Probidad del Congreso Nacional.
A nivel partidista, formó parte del comité parlamentario de Renovación Nacional y de los Grupos Interparlamentarios chileno-panameño y chileno-venezolano.
En las elecciones internas de su partido RN del 17 de noviembre de 2018, fue reelecta como integrante de la directiva central de la colectividad en calidad de vicepresidenta, permaneciendo en el cargo hasta el 29 de junio de 2021, fecha en que se llevaron a cabo nuevas elecciones.

### Senadora
En agosto de 2021, inscribió su candidatura al Senado, por su partido, dentro del pacto «Chile Podemos Más», en representación de la Circunscripción 3 de la Región de Antofagasta, por el periodo 2022-2030. En las elecciones parlamentarias de noviembre del mismo año, fue elegida con 15.648 votos, correspondientes al 8,36% del total de los sufragios válidamente emitidos. Asumió el cargo el 11 de marzo de 2022, pasando a integrar la Comisión Permanente de Medio Ambiente y Bienes Nacionales; y la Especial Encargada de conocer iniciativas y tramitar proyectos de ley relacionados con la mujer y la igualdad de género.

## Polémicas
En julio de 2019 se unió a una  polémica al apoyar la decisión de otorgar un inmueble en Antofagasta a una agrupación esotérica que dice operar a enfermos con médicos muertos, quienes tratarían a los pacientes desde “otra dimensión”. Núñez defendió el apoyo, dijo: “les recuerdo que cuando uno habla sin tener la información es mejor guardar silencio porque de lo contrario quedas de ignorante”.
Durante las masivas protestas ocurridas en Chile durante octubre de 2019, acusó mediante su cuenta de Twitter a un observador del Instituto Nacional de Derechos Humanos (INDH) de realizar un montaje de un ataque por parte de Carabineros.
En diciembre de 2020, fue acusada de realizar campaña electoral fuera de plazo, puesto que a un año de las elecciones parlamentarias de 2021, regaló bolsas de dulces con su rostro para fortalecer relaciones.
En noviembre de 2022, cursó un magíster en España y se le acusó de seguir percibiendo sus asignaciones parlamentarias. Lo anterior, no resultó ser cierto, pues hizo uso de un permiso sin goce de sueldo.

## Historial electoral

### Elecciones parlamentarias de 2013
- Elecciones parlamentarias de 2013, candidata a diputada por el distrito 4 (Antofagasta,  Mejillones, Sierra Gorda y Taltal)[15]

### Elecciones parlamentarias de 2017
- Elecciones parlamentarias de 2017, candidata a diputada por el distrito 3 (Antofgasta, Calama, María Elena, Mejillones, Ollagüe, San Pedro de Atacama, Sierra Gorda, Taltal y Tocopilla)[16]

### Elecciones parlamentarias de 2021
- Elecciones parlamentarias de 2021, candidata a senadora por la Circunscripción 3, Región de Antofagasta[17]